# Centro Comercial Albán Borja
El Centro Comercial Albán Borja es un centro comercial ubicado en Guayaquil, Ecuador. Fue inaugurado el 10 de marzo de 1983, su nombre se debe al coronel Agustín Albán Borja de la armada.
Este tiene una arquitectura basada en formas hexagonales, lo que hace que muchas de las personas que visitan el centro comercial se desorienten. Su patio de comidas es de forma triangular.

## Historia
Con un área de construcción de  72.000 m², capacidad para aproximadamente 800 vehículos, 130 locales comerciales, es junto con el Policentro uno de los primeros centros comerciales de la ciudad, abierto en la década de 1980.
El establecimiento también funciona como un centro comercial administrativo, con un promedio aproximadamente entre 15 000 y 20 000 visitantes diarios por servicios judiciales, bancarios, trámites empresariales y compra de víveres. Además, su afluencia aumentó momentáneamente por la llegada de la unidad de flagrancia de la fiscalía (debido al terremoto del 16 de abril de 2016) y la oficina para usuarios de la Autoridad de Tránsito Municipal (ATM)
En 2017 el centro comercial fue remodelado por primera vez después de 34 años de funcionamiento, consintió en iluminación led, piso y reemplazo del tumbado de madera con un costo de $400.000 dólares.